# ПА-3
ПА-3 — понтонный парк (средство преодоления водных преград), состоявший на вооружении формирований инженерных войск (ИВ) ВС Союза ССР.
Понтонный парк ПА-3 был предназначен для наведения паромных переправ и возведения мостовых переходов. Комплект ПА-3 в соответствии с организационно-штатной структурой состоял на вооружении Отдельного сапёрного батальона стрелковой дивизии и Отдельного сапёрного эскадрона кавалерийской дивизии. Позже, в процессе эксплуатации данный комплект был усовершенствован (модернизирован), и появились его модификации: МдПА-3 (МДПА-3) или УВС-3, и  УВС-43 или УВСА-3.

## История, описание
Комплект ПА-3 был принят на вооружение ИВ ВС Союза ССР, для организации переправ (в том числе и десантных) формирований стрелковых войск РККА и материальной части её полковой артиллерии, через водные преграды, в 1932 году. Использование ПА-3 давало возможность ИВ Советских ВС организовать паромные переправы грузоподъемностью от 7 до 14 тонн, и наводить мосты на плавучих опорах, грузоподъемностью от трёх до 14 тонн.
В комплект ПА-3 входили 24 надувные резиновые лодки модель А-3, 68 пароконных повозок, комплект пролетного строения, козловые опоры и вспомогательное имущество парка. Так же при наличии средств механической тяги повозки могли буксироваться 14 тракторами модели СТЗ-5 или 26 автомобилями ГАЗ-АА.
Лодка А-3 изготавливается из прорезиненной ткани. Лодку снаряжает одно отделение сапёров, которые надувают оболочку лодки воздухом через 4 вентиля при помощи ножных мехов и резиновых шлангов. Надутую лодку снаряжали щитами для сидения, веслами и забортным мотором.
Лодочные паромы передвигаются по воде при помощи вёсел или забортных моторов. Последние подвешиваются к корме лодок на кронштейнах. Скорость движения парома на моторах около двух метров в секунду. Лодочный забортный мотор обслуживает один сапер. Для установки двигателя на лодку требуется около 15 — 20 минут. Общий вес двигателя 70 килограммов.
Понтонный парк из лодок А-3 перевозится или на 90 конных повозках, или на 25 автомобилях, или на тракторных прицепах.
В процессе эксплуатации ПА-3 был усовершенствован (модернизирован), на вооружение ИВ ВС Союза ССР были приняты его модификации: МдПА-3 (УВС-3), и  УВС-43 (УВСА-3).

## Характеристики

### Характеристика переправы на лодке А-3
На лодке А-3, снабжённой мотором, размещаются 28 бойцов при двух саперах.

### Характеристика паромов
Паром из трёх лодок:
- грузоподъёмность — гусеничные грузы до 7 тонн, колёсные до 3,5 тонны на ось;
- время сборки — 20 минут.

Паром из 4 лодок:
- грузоподъёмность — гусеничные грузы до 10 тонн, колёсные до 5 тонн на ось;
- время сборки — 25 минут.

Паром из 5 лодок:
- грузоподъёмность — гусеничные грузы до 14 тонн, колёсные до 7,5 тонны на ось;
- время сборки — 30 минут.

Сборку паромов осуществляет взвод.

### Характеристика мостов
Мост разрезной системы трёхтонный:
- грузоподъёмность — гусеничные грузы до трёх тонн, колёсные до 2,4 тонны на ось;
- длина моста — 124/103 метра;
- время сборки 60 мин.

Мост разрезной системы 7 тонн:
- грузоподъёмность — гусеничные грузы до 7 тонн, колёсные до 5 тонн на ось;
- длина моста — 71/67 метров;
- время сборки 90 мин.

Мост неразрезной системы 9 тонн:
- грузоподъёмность — гусеничные грузы до 9 тонн, колёсные до 5 тонн на ось;
- длина моста — 67/51 метр;
- время сборки 90 мин.

Мост неразрезной системы 14 тонн:
- грузоподъёмность — гусеничные грузы до 14 тонн, колёсные до 7,5 тонны на ось;
- длина моста — 43/33 метра;
- время сборки 90 мин.

### Состав парка ПА-3
- количество лодок А-3 — 24;
- длина колонны — 2 км;